# جیمز کوته
جیمز کوته (فرانسوی: James Couttet‎; ۶ ژوئیهٔ ۱۹۲۱ – ۱۳ نوامبر ۱۹۹۷) اسکی‌باز آلپاین اهل فرانسه بود.
وی در مسابقات کشوری و بین‌المللی در مجموع برندهٔ ۱ مدال طلا، ۲ مدال نقره، ۲ مدال برنز شده‌است.